# کالتنهولتسهاوزن
کالتنهولتسهاوزن (به آلمانی: Kaltenholzhausen) یک شهر در آلمان است که در Verbandsgemeinde Hahnstätten واقع شده‌است. کالتنهولتسهاوزن ۶۲۸ نفر جمعیت دارد.